# 岸谷香
岸谷 香（きしたに かおり、1967年2月17日 - ）は、日本のシンガーソングライター。プリンセス プリンセス（PRINCESS PRINCESS）、Unlock the girlsのボーカル。かつては奥居 香（おくい かおり、結婚前の本名）名義で活動していた。所属事務所はオールスパイスカンパニー。夫は俳優の岸谷五朗。

## 概要
広島県広島市生まれ、東京都渋谷区広尾育ち。
東京学芸大学附属世田谷小学校、附属中学校卒業。玉川聖学院高等部中退、明治大学付属中野高等学校定時制編入・中退。
プリンセス プリンセス時代から引き続き、自らの歌手活動のほか多くのアーティストに主に作曲家として楽曲提供、音楽プロデュース活動、ライブサポートなどを行っている。観月ありさをはじめ、森口博子、芦田愛菜に楽曲提供した曲をセルフカバーでライヴで披露していたこともある（主に2006年 - 2013年の準備体操ライヴにて）。

## 来歴

### 赤坂小町結成からプリンセス プリンセスに改名まで
1983年
- 奥居と今野登茂子、渡辺敦子、中山加奈子、富田京子の5人がオーディションで選ばれ、バンド「赤坂小町」を結成。

1985年
- 所属事務所をTDKレコードより音楽座へ移籍に伴い、バンド名を「JULIAN MAMA（ジュリアン・ママ）」に改名する。JULIAN MAMA時代はシングル、アルバムのリリースは無かった。

### プリンセス プリンセスとしてデビュー、初のソロ・アルバム「Renaissance」リリース〜解散まで
1986年
- バンド名を「PRINCESS PRINCESS（プリンセス プリンセス）」に改称しメジャーデビュー。これ以降のバンド活動についてはプリンセス プリンセスの項目を参照。

1987年
- ソニー・ミュージックとテレビ朝日が共同制作した音楽番組『VIDEO JAM』の共同司会者を1987年4月から1989年3月まで2年間務めた。相手役はデーモン小暮と1年間、三浦洋一、宮原学とはそれぞれ半年。

1991年
- 映画『満月 Mr.moonlight』の映画音楽担当。プリンセス プリンセスとして、ビートルズの曲をカバー。
- この頃、後に結婚する岸谷五朗の番組にゲスト出演し、知り合う。岸谷の舞台音楽も手掛けたこともある。

1994年
- 8月1日、初のソロ・シングル「奇跡の時」をリリース。バンド活動と並行してソロとしての活動を開始。10月シングル「VANISHING」、11月アルバム『Renaissance』リリース。
- この頃から音楽性に変化が生じ、クラシック、ジャズナンバーやバートバカラックなどの音楽に興味を持ち始める。
（2024年ビルボードツアーのMCにて）

1995年
- 3月4日〜5日、初のソロライヴ「音楽会」をNHKホールで開催。

1996年
- 5月31日、プリンセス プリンセス解散。その直後に俳優の岸谷五朗と結婚する[5]。

### プリンセス プリンセス解散後、アルバム「shout」〜「香」産休まで
1997年
- しばらく休養ののち、4月16日にリリースされたシングル「ハッピーマン」でソロ活動を再開[5]。6月22日、ミュージックフェアに出演。森高千里と森高の代表作「雨」をピアノ伴奏しながら共演した。2021年現在でも同番組の総集編にてアーカイブ放送される。7月21日、アルバム「Shout」をリリース。8月23日より「CONCERT TOUR '97 ハッピーマンがやってきた」を行う、6ヶ所8公演。

2022年8月に武部聡志の SESSIONSにゲスト出演した時に語ったところ、この頃はプリンセス プリンセスでは5PIECEだったので、ソロとバンドの区別をつけたい奥居自身の考えもあって、サポートは男性ミュージシャンと組み、4PIECEバンド（ボーカル、ギター、ベース、ドラム）で組んでレコーディング、ツアーを回った。翌年のアルバム「香」やツアー「ひまわり」からは自分で弾くのならいいかと、サポートも含め鍵盤楽器も入るようになる。
1998年
- 5月30日、アルバム「香」リリース。7月17日より「CONCERT TOUR'98 ひまわり」を行う、全14公演。自身のアルバム製作中に奥田民生から、PUFFYのアルバム製作で、曲数が足りなくってしまったので、｢余ってる曲があれば…｣と依頼され、春の朝を提供した。

2000年
- 3月、ファンクラブ「マスタード」を解散。1999年、2000年と新譜のリリースがないという事を踏まえ、活動を縮小するのに会費とってまでのお知らせはないとの事、2000年1月にはホームページ開設などの理由で解散に至った。また、2000年から2003年頃のライヴは元ファンクラブ会員向けには告知していた。
- 2001年にかけて、南青山MANDALAでライブ「四季のうた」を行う。5月8日・21日、四季のうた春。8月20日・25日、四季のうた夏。11月4日・11月11日、四季のうた秋。

2001年
- 2月24日・3月4日、四季のうた冬。4月17日、四季のうたベスト・オブ・マンダラ。
- 夏、第一子となる男児（岸谷蘭丸）を出産。これを契機に、結婚後の本名である岸谷香へと芸名を改める[5]。また、ゲスト出演や元ファンクラブ向けのライヴ以外の仕事は子育て中のため抑えている。

2003年
- 2月23日・3月10日、南青山MANDALAでライブ「Kaori Kishitani Live'03 "ロングバケーション"」を行う。
- 夏、第二子（女児）を出産。

### 改名後初めてのリリース、アルバム「Ring to the heaven」〜準備体操ライヴ
2006年
- 3月8日、8年ぶりのシングル「Hello.Hello.」をリリース。
- 4月19日、シングル「Ice Age」をリリースする。
- 5月31日、アルバム｢Ring to the Heavens｣（鎌田雅人プロデュース）をリリースし、6月3日にはソニー・ミュージックスタジオで応募招待制ライヴを行った（準備体操ライヴ〜さびないようにね!パート0）。アルバム制作には紆余曲折あり、2005年に亡くなったプリンセス プリンセス時代の社長に向けて書いた鎮魂歌「Hello.Hello.」（3月にシングルとしてリリース）など、思いの詰まった曲があり、スタッフに勧められて制作した。子育て優先だったため、6月のライヴ以外さほど目立った活動はしていない。
- 12月13日に「Singing」をリリースし、映画『名犬ラッシー』日本版エンディングテーマに起用される。

2008年
- 9月6日、渋谷のduo MUSIC EXCHANGEで2年ぶりにライブを行う。準備体操ライブ 〜さびないようにね!〜。

2009年
- 3月27・28日、渋谷のSHIBUYA-AXでライブを行う。準備体操ライブ 〜さびないようにね!パート2〜。

2010年
- 1月2日、「ぼくらのうた〜岸谷香バージョン〜」をリリース。配信限定シングルで着うた・着うたフルのみの配信。
- 1月2・3日、赤坂BLITZでライブを行う。準備体操ライブ 〜さびないようにね! パート3〜。
- 1月4日、ブログ「岸谷香談」スタート。1日よりプレスタートしていて、下記の赤坂BLITZライヴに参加した観客に情報リリースした。

### プリンセスプリンセス再結成〜ソロ活動再開〜アルバム「PIECE of BRIGHT」
2011年
- 1月8・9日に赤坂BLITZで、1月15日に大阪BIG CATでライブを行う。準備体操ライブ 〜さびないようにね!パート4〜。大阪では12年ぶりのライブとなった。

2012年
- 1月、震災復興支援のため、1年限定でプリンセス プリンセス再結成[5]。
- 3月24日になんばHatchで、25日に名古屋クラブクアトロ、31日・4月1日にSHIBUYA-AXでライブを行う。準備体操ライブ 〜さびないようにね!パート5〜。

2013年
- 準備体操ライブ 〜さびないようにね!パート6〜ツアーを4〜5月に5ヶ所6公演を行う。本人の意向で本格的に活動再開を決めたため、準備体操ライブは今回で最後となった。

2014年
- 5月21日、ベスト・アルバム『The Best and More』をリリース。
- 6月14日〜、「岸谷香 2014 LIVE TOUR 47th SHOUT! "いくわよー!!"」を行う。6ヶ所8公演。最終日は渋谷公会堂（当時C.C.Lemonホール）にてツアーファイナル。
- 6月25日、シングル「Romantic Warriors」をリリース。
- 12月4日、1人演奏会「ひとりでできるもん」を開催。1ヶ所2公演。

2015年
- 6月24日、シングル「DREAM」をリリース、ダンサー4名とDJとテレビ番組などで披露。バンドツアーの時にダンサーの一人が岸谷五朗の地球ゴージャスの公演にオ－ディションに合格して参加が決まったと。
- 9月から10月にかけてツアー「KAORI KISHITANI 2015 LIVE TOUR 48th SHOUT! -レッツゴー!!年女-」を行う。8ヶ所10公演。ツアー内にてプリンセス プリンセスの再結成ファイナルライブを行うこと、2016年に10年振りにアルバムをリリースすることを発表した。この頃から再結成ファイナルのためにショ－トだった髪を伸ばし始めた。
- 12月、「KAORI PARADISE 2015 -年末スペシャル-」を行う。3ヶ所6公演。

2016年
- LIVE SDDに出演し、スターダストレビューと愛の歌、Diamondsを共演。
- 3月11日 - 13日仙台PIT、3月25、26日には豊洲PITにてプリンセス プリンセスの再結成の締めくくりLIVEを行う。アンコールでは前年から伸ばしていた髪が、当時の長さには間に合わなかったが、初期の頃の髪型に近づけてメンバー紹介で｢奥居香です!｣と往年のファンを盛り上がらせた。
- 5月25日、10年振りのオリジナル・アルバム『PIECE of BRIGHT』をリリース。収録曲の「ミラーボール」「My Life」はTRICERATOPSの和田唱との共作。
- 6月 - 7月、一人で弾き語りの全国ツアー「KAORI PARADISE 2016 -はじめてのひとり旅-」を行った。18ヶ所25公演。
- 6月17日放送の『ミュージックステーション』に、奥居時代の94年10月以来22年振りの出演をした。
- 秋に「49th shout peace of bright」ツアーを開催。4ヶ所4公演。

### 人生3つ目のバンド「Unlock the girls」結成
2017年
- 2月16日には単発ライヴとして「岸谷香前夜祭」を開催し、Unlock the girls結成の報告と御披露目を行った。このライヴを境にツアーやTV出演時のバックバンドのメンバーがUnlock the girlsで行うようになる。
- 8月 - 10月、一人で弾き語りの全国ツアー「KAORI PARADISE 2017 HAPPY 50th ANNIVERSARY ぶらりひとり旅」を行った。19ヶ所22公演。この公演に併せて夏にはセルフカバー・新曲を入れたアコースティック・アルバムをリリース。また、めざましクラシックスのアルバムに「M」で高嶋ちさ子と共演。
- 12月、「KAORI PARADISE 2017 年末スペシャル -Dialogue at Billboard Live」を7日東京、9日大阪にて開催。10日名古屋は「KAORI PARADISE 2017 年末名古屋スペシャル -満喫してます50歳!!-」と題して開催。ゲストはチェリストの江口心一。
- 2017年の前夜祭から2018年のunlock the girlsツアーまで、50歳にちなんで50公演行った（バンドツアー、ひとり旅ツアー、ビルボード年末スペシャル）。

2018年
- 1月 - 2月、岸谷香が率いるバンド「Unlock the girls」を本格始動。ツアー「HAPPY 50th ANNIVERSARY LIVE TOUR 2018 EXTRA 50＋1st SHOUT!」を開催した。6ヶ所7公演。
- 1月24日、オリジナル・ミニ・アルバム『Unlock the girls』をリリース。
- 7月 - 10月、一人で弾き語りの全国ツアー「KAORI PARADISE 2018 The history of Kaori’s line」を行った。「The history of Kaori’s line」をサブタイトルに掲げ、彼女がこれまでに作った楽曲の歴史をテーマにライブを展開した。16ヶ所18公演。
- 12月、「KAORI PARADISE 2018 年末スペシャル unplugged girls」を17日東京、21日大阪にて開催。同年の年末スペシャルはUnlock the girlsとして行った。

2019年
- 5月1日、オリジナル・フル・アルバム『Unlock the girls 2』をリリース。
- 5月にはアルバムと同名タイトルのツアーを「KAORI KISHITANI 2019 LIVE TOUR 52nd SHOUT! -Unlock the girls 2-」開催。3ヶ所3公演。
- 秋には2015年から毎年行っているツアー「KAORI PARADISE 2019」を開催した。12ヶ所12公演。公演最終日には、特別ゲストにピアニストの西川悟平を迎えた。淡路島の公演は台風の影響にて観客の移動手段の安全を考えて中止になった。岸谷のライヴで中止になったのは現在までほとんどない。
- 5月25日、2000年3月に、活動が縮小となるため解散となったファンクラブを、19年ぶりに発足すると発表した。ファンクラブ名称は「ナレッジサロン香」
- 6月29日、他の類似するサービス名称の存在を理由に、ファンクラブ名称を「ナレッジサロン香」から「岸谷香ファンクラブ」へ変更すると発表。
- 11月9日、岸谷香発案のライブイベント「岸谷香 感謝祭2020」を2月15日に開催すると発表した。
- 12月、「KAORI PARADISE 2019 年末スペシャル」を17日大阪、19日名古屋、28日東京にて開催。

2020年
- 2月15日、六本木EXシアターにて「岸谷香感謝祭」を開催。ゲストに森高千里と渡辺敦子を迎え、森高とは互いの曲をカバーし共演した。渡辺とは2013年から2015年にかけて活動したユニット「おりあつ」を復活・曲を披露した。また、サポートメンバーには河合マイケルや朝倉真司も参加し、久しぶりの共演となった。
- 5月から6月にライブツアー「53rd shout unlock the girls3」、9ヵ所9公演の開催を予定していたが、コロナ禍の影響により全公演の中止を決定した。
- 7月27日、2016年から毎年開催していた「KAORI PARADISE」2020年公演は、新型コロナの影響による中止を発表した。
- コロナ禍でライヴを行えないため、8月23日から毎週日曜に自身のYouTubeチャンネルで「覗き見〜KAORI PARADISE」を開催。奇しくもこの日は北海道で「KAORI PARADISE2020」の初日公演日であった。
- 4月は高嶋ちさ子のYouTubeチャンネルにて「Diamonds」を共演、7月28日には日本テレビ『スッキリ』にて「DREAM」を演奏している。
- 10月1日「KAORI PARADISE 2020 年末スペシャル」を開催することを発表。
- 12月、「KAORI PARADISE 2020 年末スペシャル」を25日東京、28日大阪、30日横浜にて開催。

2021年
- 2月17日、オリジナル・ミニ・アルバム『Unlock the girls3 -STAY BLUE-』リリース。作詞・作曲は全てプリンセス プリンセスのメンバー。作詞で中山加奈子と富田京子が参加。中山の作詞した「A Visitor」は準備体操ライヴの頃に演奏されていた曲で、「こんな曲があった」と岸谷自身が思い出して収録に至った。
- 2月20日六本木EXシアターにて「岸谷香感謝祭2021」サブタイトルに「Unlock The Girls vs 親父(香)BAND」と題したスペシャルライブを開催した。スペシャルゲストとして富田京子がドラムスに参加し、Unlock The Girlsと共にSTAY BLUEを協演した。今回の開催は、会場だけでなく初の動画配信も行う。
- 4月9日、毎年恒例で実施している、KAORI PARADISE 2021の開催が発表された。第一弾の発表となり、全国7公演の開催予定。
- 6月20日、第一弾の発表だけとなっていた、KAORI PARADISE 2021の開催場所が発表された。全国7公演の開催予定。
- 9月25日、「KAORI PARADISE 2021 年末スペシャル」開催が発表され、12月27日大阪、12月29日東京にて開催された。ゲストに高嶋ちさ子のカルテットでもチェリストを務める江口心一を迎え、4年ぶりの年末スペシャルで、2017年にリリースしたアルバム『Dialogue』の曲を中心に演奏した。大阪公演ではMCが長くて時間が押し、アンコールの曲をそのまま演奏したというハプニングがあった。
- 12月26日、ファンクラブイベントが京都で開催された。

2022年
- 1月1日、「Kaori Kishitani 2022 Live Tour 55th SHOUT!」の開催が発表された。全国5公演の開催予定。
- 2月13日、KT Zepp Yokohamaにて「岸谷香 感謝祭 2022」が開催された。ゲストには、スターダストレビューの根本要とTRICERATOPSの和田唄が参加した。根本とは、スターダストレビューの楽曲（「木蘭の涙」「今夜だけきっと」「ブラックペッパーのたっぷりきいた私の作ったオニオンスライス」「AVERAGE YELLOW BAND」）を共演した。また、和田唄とは、TRICERATOPSの楽曲（FEVER、if、Milk & Sugar）を共演した。さらに岸谷とTRICERATOPSが共作した岸谷のソロ曲（「My Life」「ミラーボール」）や、プリンセス プリンセスの「GET CRAZY!」を、ゲストとUnlock The Girlsで共演、豪華な公演となった。
- 4月28日、恒例で実施している、「KAORI PARADISE 2022」の開催が発表された。全国12ヶ所14公演の開催予定。
- 5月、3年振りのバンドツアー｢55th shout!｣を5ヶ所5公演を開催。
- 9月 - 11月には｢KAORI PARADISE 2022｣を15ヶ所15公演を開催。
- 12月年末ビルボードスペシャルを開催し、｢Renaissance｣からの曲も久しぶりに演奏した。

2023年
- 6月9日・11日・18日、ゲストにスガシカオ（名古屋公演）、馬場俊英（大阪公演）、miwa（東京公演）を迎えた弾き語りツーマンライブ『ふたりぼっちの大パーティ』を東名阪で開催[7][8]。

2024年
- 1月8日・11日・14日、ビルボード公演『KAORI PARADISE 2024 新春スペシャル』を大阪、東京、横浜で開催[9][10]。
- 2月23日、毎年恒例のコラボイベント『岸谷香感謝祭2024』を東京・六本木 EX THEATERにて開催。ゲストとして永井真理子とトータス松本が出演した[11]。
- 2月27日、東京新聞のWebメディアで2021年6月から2023年4月まで連載していたエッセイ「岸谷香の東京MY STORY あの頃、この街で」に加筆・修正を加えた半自叙伝『岸谷香の東京MY STORY』を発売[12][13]。
- 6月14日から7月27日まで、デビュー40周年を記念したツアー『KAORI KISHITANI 40th Anniversary LIVE TOUR 2024』を開催[14][15][16]。

2025年
- 2月22日・23日、主催コラボイベント『岸谷香 感謝祭2025』をEX THEATER ROPPONGIで開催。ゲストとして、森高千里と渡瀬マキ（LINDBERG）が出演した[17]。
- 5月21日、EP『Unlock the girls 4 -ボディガード-』を発売[18][19]。
- 6月7日から7月26日まで、全国ツアー『LIVE TOUR 2025 “58th SHOUT!” まさかのリクエスト ～あの曲が聴けるとは思いませんでした～』を全8公演開催[20][21]。

## 人物
「子育ては、絶対に手を抜かない」と語るほど熱心な教育ママだが、子供の入学願書を前日に郵便局に持参するなど、おっちょこちょいな面もある。夫曰く、料理がうまい。
VIDEO JAMの司会はデーモン閣下の推薦によるもので、スタッフに「面白いやつがいる」と紹介したのがきっかけで起用された。
2018年のビルボードライヴMCや、雑誌の記事で、「休肝日を一年で年齢と同じ日数とる」と宣言。2019年以降、成功している模様。

### 交友関係
「LINDBERG」の渡瀬マキとは1990年代からの友人（他に森高千里も、岸谷がブログを始めた頃によく紹介された）で、家を訪問したり食材や調味料の情報交換をする関係である。
森高千里は子供の習い事で同じだったり、渡瀬同様ママ友でもあり、仕事でもコラボがあったりと、長期間仲が良い。きっかけは森高千里の曲の歌詞に「お気に入りはプリプリよ」がプリプリメンバーで話題になり、はじめはプリプリメンバーと食事や買い物に行く仲だった。現在他のメンバーとは不明（近年、渡辺と富田がNAONのYAONでの共演あり。）だが、岸谷とは渡瀬も含め現在もInstagramなどで食事に行っているのが紹介されている。
荻野目洋子とは90年代に挨拶はしていて共通の友人の渡瀬マキとの話で自然に話すようになり、1992年のアルバムに曲を提供。2023年には岸谷のライヴにゲスト出演した。
工藤静香は歌番組で一緒になるうちに森高千里含め当時テレビ局の食堂で食事したりしてお互いライバルというより仲間という意識が強い。2017年にアルバムに曲を提供。
バイオリニストの高島ちさ子は知人を通して知り合い、めざましテレビのイベントなどで一緒に演奏することがある。2017年にアルバムで「M」のコラボも。岸谷香の年末ライヴで「パパ」の演奏を紹介してもらったチェリスト江口心一との演奏で楽譜をチェロ用におこしてもらっている。
フリーアナウンサーの木佐彩子とはジムに行ったり、家飲み等で夫の石井一久と共にブログに登場したりしている。

## ディスコグラフィー

### シングル
|                          | 発売日                   | タイトル                     | c/w                                                            | 規格                      | 規格品番                 |
| Sony Records 奥居香 名義 | Sony Records 奥居香 名義 | Sony Records 奥居香 名義     | Sony Records 奥居香 名義                                       | Sony Records 奥居香 名義  | Sony Records 奥居香 名義 |
| ------------------------ | ------------------------ | ---------------------------- | -------------------------------------------------------------- | ------------------------- | ------------------------ |
| 1st                      | 1994年8月1日             | 奇跡の時                     | 曇りのち雨                                                     | 8cmCD                     | SRDL-3895                |
| 2nd                      | 1994年10月21日           | VANISHING                    | あなたがそばにいる理由                                         | 8cmCD                     | SRDL-3933                |
| 3rd                      | 1997年4月16日            | ハッピーマン                 | ビートル                                                       | 8cmCD                     | SRDL-4349                |
| 3rd                      | 2013年8月21日            | ハッピーマン                 | ビートル                                                       | Maxi                      | SECL-1370                |
| 4th                      | 1997年12月1日            | SPARKLE                      | あいのうた（デモ・ヴァージョン）                               | 8cmCD                     | SRDL-4454                |
| 4th                      | 2013年8月21日            | SPARKLE                      | あいのうた（デモ・ヴァージョン）                               | Maxi                      | SECL-1371                |
| 5th                      | 1998年5月30日            | ひまわり                     | 彼女                                                           | 8cmCD                     | SRDL-4530                |
| 5th                      | 2013年8月21日            | ひまわり                     | 彼女                                                           | Maxi                      | SECL-1372                |
| SME Records              |                          |                              |                                                                |                           |                          |
| 6th                      | 2006年3月8日             | Hello.Hello.                 | Sweet Sweet Home シュークリーム                                | Maxi                      | SECL-349                 |
| 7th                      | 2006年4月19日            | ICE AGE 〜氷河期の子供たち〜 | くいしんぼ天国                                                 | Maxi                      | SECL-369                 |
| 8th                      | 2006年12月13日           | Singing                      | tiny tiny X'mas 恋をしていた私たちへ (electric strawberry mix) | Maxi                      | SECL-454                 |
| 9th                      | 2014年6月25日            | Romantic Warriors            | ぼくらのうた 〜岸谷香バージョン〜 アイシテル                   | Maxi                      | SECL-1528                |
| 10th                     | 2015年6月24日            | DREAM                        | VANITY FAIR 窓打つ雨 (Live at Billboard Live TOKYO)            | Maxi                      | SECL-1719                |
| 11th                     | 2024年7月24日            | Beautiful                    | Beautiful (Unlock the girls ver.)                              | Maxi+BD（完全生産限定盤） | SECL-2982〜2983          |

### 配信限定
- Diamonds (岸谷香2006ソロバージョン)
- ぼくらのうた〜岸谷香バージョン〜（2009年1月2日）NHK教育「おかあさんといっしょ」に提供のセルフカヴァー。この時は着うた･着うたフルのみで配信された。後に9thシングル「Romantic Warriors」のカップリングとして収録。
- beautiful(2024年5月17日)
- ボディガード(2025年4月17日)

### アルバム

#### オリジナル・アルバム
|                          | 発売日                   | タイトル                 | 規格                     | 規格品番                 |
| Sony Records 奥居香 名義 | Sony Records 奥居香 名義 | Sony Records 奥居香 名義 | Sony Records 奥居香 名義 | Sony Records 奥居香 名義 |
| ------------------------ | ------------------------ | ------------------------ | ------------------------ | ------------------------ |
| 1st                      | 1994年11月21日           | Renaissance              | CD                       | SRCL-3090                |
| 2nd                      | 1997年7月21日            | shout                    | CD                       | SRCL-3998                |
| 2nd                      | 2013年8月21日            | shout                    | CD                       | SECL-1368                |
| 3rd                      | 1998年7月1日             | 香                       | CD                       | SRCL-4321                |
| 3rd                      | 2013年8月21日            | 香                       | CD                       | SECL-1369                |
| SME Records              |                          |                          |                          |                          |
| 4th                      | 2006年5月31日            | RING TO THE HEAVENS      | CD                       | SECL-388                 |
| 5th                      | 2016年5月25日            | PIECE of BRIGHT          | CD                       | SECL-1910                |
| 6th                      | 2019年5月1日             | Unlock the girls 2       | CD                       | SECL-2430                |

#### ミニ・アルバム
|             | 発売日        | タイトル                          | 規格                 | 規格品番        |  |
| SME Records | SME Records   | SME Records                       | SME Records          | SME Records     |  |
| ----------- | ------------- | --------------------------------- | -------------------- | --------------- |  |
| 1st         | 2017年7月26日 | Dialogue〜涙の理由〜              | CD+DVD（初回限定盤） | SECL-2190/1     |  |
| 1st         | 2017年7月26日 | Dialogue〜涙の理由〜              | CD（通常盤）         | SECL-2192       |  |
| 2nd         | 2018年1月24日 | Unlock the girls                  | CD                   | SECL-2257       |  |
| 3rd         | 2019年5月1日  | Unlock the girls 2                | CD                   | SECL-2430       |  |
| 4th         | 2021年2月17日 | Unlock the girls 3 -STAY BLUE-    | CD                   | SECL-2498       |  |
| 5th         | 2025年5月21日 | Unlock the girls 4 -ボディガード- | CD+BD                | SECL-3214～3215 |  |

#### ベスト・アルバム
|             | 発売日        | タイトル          | 規格        | 規格品番    |
| SME Records | SME Records   | SME Records       | SME Records | SME Records |
| ----------- | ------------- | ----------------- | ----------- | ----------- |
| 1st         | 2014年5月21日 | The Best and More | CD          | SECL-1503   |

### 映像作品
|                          | 発売日                   | タイトル                   | 規格                     | 規格品番                 |
| Sony Records 奥居香 名義 | Sony Records 奥居香 名義 | Sony Records 奥居香 名義   | Sony Records 奥居香 名義 | Sony Records 奥居香 名義 |
| ------------------------ | ------------------------ | -------------------------- | ------------------------ | ------------------------ |
| 1st                      | 1995年7月21日            | 音楽会                     | VHS+CD                   | SRVM-469/70              |
| 1st                      | 1995年7月21日            | 音楽会                     | LD+CD                    | SRLM-469/70              |
| 2nd                      | 1998年2月1日             | KOTV ライブ・スペシャル'97 | VHS                      | SRVM-5610                |
| 2nd                      | 1998年3月21日            | KOTV ライブ・スペシャル'97 | DVD                      | SRBL-1002                |

|                         | 発売日                  | タイトル                | 規格                    | 規格品番                |
| SME Records 岸谷香 名義 | SME Records 岸谷香 名義 | SME Records 岸谷香 名義 | SME Records 岸谷香 名義 | SME Records 岸谷香 名義 |
| ----------------------- | ----------------------- | ----------------------- | ----------------------- | ----------------------- |
| 1st                     | 2024年12月21日          | 57th SHOUT！-FINAL-     | Blueray                 | SEXL-311                |

### 参加楽曲
| 発売日        | 商品名                                                       | 歌                   | 楽曲                     | 備考                                                  |
| ------------- | ------------------------------------------------------------ | -------------------- | ------------------------ | ----------------------------------------------------- |
| 1999年9月22日 | Dear Yuming                                                  | 奥居香               | 「恋人がサンタクロース」 | 松任谷由実のトリビュート・アルバム                    |
| 2004年12月1日 | Have a nice life                                             | 岸谷香               | 「虹 feat. 岸谷香」      | 浜田省吾を中心としたユニット「Fairlife」の1stアルバム |
| 2004年12月8日 | Together and Forever                                         | 岸谷香 with 財津和夫 | 「砂に消えた涙」         | 漣健児のトリビュート・アルバム                        |
| 2014年7月23日 | LINDBERG TRIBUTE ALBUM 〜みんなのリンドバーグ〜              | 岸谷香               | 「今すぐKiss Me」        | LINDBERGのトリビュート・アルバム                      |
| 2017年5月24日 | めざましクラシックス with フレンズ〜ベスト・ヴォーカリスト〜 | 岸谷香               | 「M」                    | バイオリン：高嶋ちさ子                                |

### CD未発表
- 真珠（作詞：中山加奈子）
- A Visitor（作詞：中山加奈子）
  - 2021年アルバム「STAY BLUE」に収録。
- CRY BABY（作詞：富田京子）
  - 曲の構成、歌詞を書き換えて2021年アルバム「STAY BLUE」収録の「charm」となる。
- AND THE LIFE GOES ON
  - 2022年のツアーで初披露。ウクライナ情勢を感じてライティングした。
- beautiful（作詞：富田京子、岸谷香）
  - 2023年のツアーで初披露。岸谷自身がK-POPにはまり最近の制作事情を知る中、ソングライター合宿で曲を合作している話などを知り、Co-Write制作に興味を持ち27歳のトラックメイカーYusei Kogaと共作した。2024年5月17日配信リリース。

### タイアップ一覧
| 曲名                         | タイアップ                                                                          | 収録作品                                 |
| ---------------------------- | ----------------------------------------------------------------------------------- | ---------------------------------------- |
| 奇跡の時                     | TBS系ドラマ東芝日曜劇場『オトコの居場所』主題歌                                     | シングル「奇跡の時」                     |
| VANISHING                    | ワールド『OZOC』CMソング                                                            | シングル「VANISHING」                    |
| ハッピーマン                 | フジテレビ系『めざましテレビ』テーマソング                                          | シングル「ハッピーマン」                 |
| SPARKLE                      | 第76回全国高等学校サッカー選手権大会イメージソング                                  | シングル「SPARKLE」                      |
| ひまわり                     | 毎日放送・TBS系『世界ウルルン滞在記』エンディング・テーマ                           | シングル「ひまわり」                     |
| Hello.Hello.                 | ポッカコーポレーション『キレートレモン』CMソング                                    | シングル「Hello.Hello.」                 |
| Hello.Hello.                 | ポッカコーポレーション『100レモン』CMソング                                         | シングル「Hello.Hello.」                 |
| ICE AGE 〜氷河期の子供たち〜 | 20世紀フォックス映画配給アニメ映画『アイス・エイジ2』日本語吹き替え版イメージソング | シングル「ICE AGE 〜氷河期の子供たち〜」 |
| Singing                      | 松竹配給映画『名犬ラッシー』日本語吹き替え版エンディングテーマ                      | シングル「Singing」                      |

### 書籍
- ばかたれ（1998年9月25日、ホーム社）ISBN 978-4-8342-5014-5
- 岸谷家の子育て1826日（の一部）（2006年5月31日、ダイエックス出版）ISBN 978-4-8125-2847-1
- 岸谷香の東京MY STORY（2024年2月27日、東京新聞出版）ISBN 978-4-8083-1096-7

## 楽曲提供
| - 芦田愛菜 「愛菜のラブリーロックンロール」作詞・作曲：岸谷香、編曲：鎌田雅人 - 亜波根綾乃 「Lucky Goes On !-しあわせがゆく-」作詞：永森羽純、作曲：奥居香、編曲：坂井紀雄 - 内田有紀 「「アイシテル」」作詞：中山加奈子、作曲・編曲：奥居香 「November」作詞：内田有紀、作曲・編曲：奥居香 「Da.i.su.ki.」作詞：大西スミ江、作曲・編曲：奥居香 「Uchida no Rock'n'Roll」作詞：内田有紀、作曲・編曲：奥居香 - 大西結花 「星空の下で」作詞：大西結花、作曲・編曲：奥居香 「Drivin' Heart」作詞：西脇唯、作曲・編曲：奥居香 - 荻野目洋子 「ラストダンスは私に」作詞：白井貴子、作曲：奥居香、編曲：神長弘一・須貝幸生 - Otoha 「海岸デート」作詞：乙葉、作曲：岸谷香、編曲：長谷川智樹 - 風花舞・天野ひろゆき 「私が捨てたもの」作詞：森雪之丞、作曲：岸谷香 - COLOR 「翼がなくても」作詞・作曲：岸谷香、編曲：島田昌典 「Stay with me」作詞：KOMUGI、作曲：岸谷香、編曲：鈴木俊介 「小さき者たち」作詞：中山加奈子、作曲：岸谷香、編曲：河野伸 - 岸谷五朗 「あの鐘を鳴らせ」作詞：岸谷五朗、作曲：奥居香、編曲：酒井紀雄 - KinKi Kids 「Father」作詞：篠崎隆一、作曲：奥居香、編曲：林部直樹 - 工藤静香 「Junk」作詞：岸谷香・木村ウニ、作曲：岸谷香、編曲：Naoki Itai - 國府田マリ子 「太陽で行こう」作詞：國府田マリ子、作曲・編曲：奥居香 「友達」作詞：國府田マリ子、作曲：奥居香、編曲：奥居香・High Cheez 「さよなら」作詞：國府田マリ子、作曲：奥居香・種ともこ、編曲：奥居香・High Cheez - 酒井法子 「フォトグラフ」作詞：とみたきょうこ、作曲：奥居香、編曲：土方隆行、コーラスアレンジ：奥居香 「15歳の私へ」作詞：とみたきょうこ、作曲：奥居香、編曲：土方隆行、コーラスアレンジ：奥居香 「あなたと見た空」作詞：とみたきょうこ、作曲：奥居香、編曲：土方隆行 - 沢田研二 「ポラロイドGIRL」作詞：サエキけんぞう、作曲：奥居香、編曲：吉田建 - 島倉千代子 「愛してるって言わせたい」作詞：島倉千代子、作曲・編曲：奥居香 - 高橋みなみ 「GIRLS TALK」作詞：岸谷香・木村有里、作曲：岸谷香 - TUBE 「湘南リグレット」作詞：富田京子、作曲：岸谷香、編曲：横山裕章 - つるの剛士 「Love Letter」作詞・作曲：岸谷香、編曲：鎌田雅人 - 寺岡呼人 「ラストシーン」作詞：寺岡呼人、作曲：寺岡呼人・奥居香、編曲：松任谷正隆、コーラスアレンジ・コーラス：奥居香 - パール兄弟 「CANDYへ」作詞：サエキけんぞう、作曲：奥居香 - PUFFY 「春の朝」作詞・作曲：奥居香、編曲：奥田民生 - Peachy（石井里佳） 「スーパージェットシューズ〜未来を歩くくつ〜」作詞・作曲・編曲：奥居香 「くいしんぼ天国」作詞・作曲・編曲：奥居香 「スノーパラダイス」作詞：中山加奈子、作曲・編曲：奥居香 のちに岸谷が別の詞を付け「ICE AGE 〜氷河期の子供たち〜」としてセルフカヴァー。 「tiny tiny X'mas」作詞・作曲・編曲：奥居香 「Sweet Sweet Home」作詞・作曲・編曲：奥居香 - 一青窈 「パパママ」作詞：一青窈、作曲：岸谷香、編曲：本間昭光 - 広末涼子 「It's my idol」作詞・作曲：奥居香、編曲：藤井丈司 - V6 「翼になれ」作詞・作曲：奥居香、編曲：上野圭市 - 町本絵里 「VENUS JOURNEY」作詞：中山加奈子、作曲：岸谷香、編曲：渡辺善太郎 - 松下萌子 「HELLO」作詞：岸谷香・中山加奈子、作曲：岸谷香、編曲：小西貴雄 - 松田聖子 「Precious Heart」作詞：松田聖子、作曲：奥居香、編曲：笹路正徳 - 松本梨香 「水の中の月」作詞：中山加奈子、作曲：奥居香、編曲：笹路正徳 - 三谷たくみ・横山だいすけ 「ぼくらのうた」作詞・作曲：岸谷香、編曲：鎌田雅人 - 観月ありさ 「エデンの都市」作詞：田口俊、作曲：奥居香、編曲：笹路正徳・奥居香 「風は吹いてる」作詞：とみたきょうこ、作曲：奥居香、編曲：笹路正徳・奥居香 「わたし」作詞・作曲：岸谷香、編曲：鎌田雅人 - 水谷千重子（友近） 「千重子のウインク」作詞：友近/岸谷香、作曲：岸谷香 - 森口博子 「スピード」作詞：西脇唯、作曲・編曲：奥居香 「窓打つ雨」作詞：小西康陽、作曲・編曲・ストリングアレンジ：奥居香 「ホイッスル」作詞：西脇唯・森口博子、作曲・編曲：奥居香 「空からの手紙」作詞：西脇唯、作曲・編曲：奥居香 - LAGOON 「Rhapsody In White」作詞・作曲：岸谷香 | - 映画『満月 MR.MOONLIGHT』（主題歌『Mr.Moonlight』歌唱） - サントリー『烏龍茶』（CM楽曲歌唱） - キリンビバレッジ 缶コーヒー「FIRE」の発売1周年「Get the Fire」キャンペーン企画CD「SOUL of FIRE」（楽曲歌唱） - TBS系ドラマ『うちの母ですが…』（音楽監修） - NHK教育 天才てれびくんワイド1999年度ED「恋の天才〜ジョンとミケの場合」（作曲） - 住友生命（CM楽曲提供&ピアノ演奏） - 映画『さゞなみ』長尾直樹監督（音楽制作） - ミュージカル『天使は瞳を閉じて』（楽曲提供） - HITACHI『DVDカムWOOO』（CM出演&楽曲提供） - 三井不動産『三井のリハウス』（CM音楽担当） - UCCレギュラーコーヒー『スーパーアロマ/アロマリッチ』（CM出演&CM楽曲提供） - 日清フーズ マ・マーブランド「どうしてマ・マーはおいしいの」（CM楽曲提供&歌唱&アフレコ） - POKKA『キレートレモン』『POKKA100レモン』（CM楽曲提供） |

## 出演

### テレビ
- VIDEO JAM（1987年4月 - 1989年3月、テレビ朝日系列） - 司会
- P-STOCK（2000年4月14日 - 9月22日、フジテレビ系列） - 司会
- 恋ノウタ（2000年4月6日 - 2001年3月29日、フジテレビ系列） - 声の出演
- ポンキッキ（2006年7月、フジテレビ） - 「今月のどうよう」コーナーにて『かもめの水兵さん』を披露
- MUSIC FAIR（フジテレビ） - 不定期出演
- SONGS 第677回（2025年4月17日、NHK）

### ラジオ
- 「ミュージックスクエア」(NHK-FM)
- 「岸谷香 Unlock the heart」（2019年4月5日 - 2023年3月31日、NHK-FM）
- 「ポップン・ルージュ」「スーパーギャング」「パックインミュージック21」（TBSラジオ）
- 「プリンセス プリンセス 奧居香のKiss-On Antenna」（TBSラジオ）
- 「久保純子 My Sweet Home」（2020年5月10日 - 6月28日、文化放送）
  - 新型コロナウィルス感染症の流行で、アメリカから帰国できずにいる久保純子に代わりラジオパーソナリティを務めた[32][33]。
- 「岸谷香のオールナイトニッポンGOLD」（2016年5月27日、ニッポン放送）[34]
- 「オールナイトニッポン MUSIC10」（2020年4月 - 、ニッポン放送）※名取裕子・森高千里と週替わりで水曜日担当
- 「奥居香のアサヒスーパードライ素敵に恋しよう」（FM東京）
- 「奥居香 Radio K.O」（JFN系列）

### CM・広告
- ニチレイ『アセロラドリンク』（関東地方限定CM）
- HITACHI『DVDカムWOOO』（CM出演&楽曲提供）
- UCCレギュラーコーヒー『スーパーアロマ/アロマリッチ』（CM出演&CM楽曲提供）
- 日清フーズ マ・マーブランド「どうしてマ・マーはおいしいの」（CM楽曲提供&歌唱&アフレコ）
- ファイテン「RAKUWA磁気チタンネックレス Vタイプ」（2016年 - ）- 広告キャラクター就任[35]